# Llac Sai
El llac Sai (西湖, saiko lit. llac de l'oest) és un dels cinc llacs que voregen el mont Fuji, a la prefectura de Yamanashi.
Es formà al mateix temps que els llacs Shoji i Motosu, fa 1200 anys, en una erupció del mont Fuji, el qual els corrents de lava ompliren un gran llac existint, dividint-lo en tres de petits. Per això, són enllaçats tots tres per galeries subterrànies, permetent-los guardar sempre el mateix nivell d'aigua a 900 m d'altitud. És envoltat de boscos densos, el bosc d'Aokigahara voreja la riba occidental del llac des de fa segles.
S'hi troben nombrosos terrenys de càmping.